# Maevius luridus
Maevius luridus är en insektsart som beskrevs av Harry Brailovsky 2002. Maevius luridus ingår i släktet Maevius och familjen Hyocephalidae. Inga underarter finns listade i Catalogue of Life.